# 全民目击
《全民目击》，原名《目击》，是一部2013年上映的中国大陆悬疑犯罪片，由深圳二十一世纪威克影视传媒有限公司、电广传媒影业（北京）有限公司和上海银润传媒广告有限公司出品，电广传媒电影发行（北京）有限公司、新力量影视传媒（天津）有限公司和银润传媒发行。该片由非行执导，郭富城、孙红雷、余男领衔主演，讲述了因杀死父亲女友而锒铛入狱后，身为富商的男主人公聘请顶尖律师为亲生女儿进行辩护，面对咄咄逼人的检察官，庭审过程一波三折，随着新的线索和证据逐渐浮现，案件真相愈发扑朔迷离。
作为导演非行继2010年的《守望者：罪恶迷途》后执导的第二部电影，本片于2012年6月5日在北京开机，至7月中旬转战天津取景拍摄，8月5日凌晨杀青关机。2013年9月13日，影片在中国大陆正式公映，11月14号于香港公映。
2017年韓國翻拍成《沉默的目擊者》。

## 劇情
講述了富豪林泰（孙红雷 飾）的女儿林萌萌（邓家佳 飾）成为杀死林泰准新娘杨丹的嫌疑犯，引起社会广泛关注，媒体齐聚法庭；辩护律师周莉（余男 飾）和检察官童涛（郭富城 飾）随着在法庭质证的深入了解，林泰竟然在法庭中自認才是杀死杨丹的犯人。林泰真的是杀死了杨丹的原凶嗎？谁才是真正的凶手？

## 演員表
| 演員   | 角色   | 介紹                         |
| 郭富城 | 童涛   | 检察官                       |
| 孙红雷 | 林泰   | 富豪                         |
| 余男   | 周莉   | 辩护律师                     |
| 邓家佳 | 林萌萌 | 林泰的女儿                   |
| 赵立新 | 孙伟   | 林泰司机                     |
| 譚松韻 | 高玲玲 | 童濤助理                     |
| 倪虹洁 | 苏虹   | 孙伟妻子                     |
| 佟丽娅 | 李晓妮 | 童涛妻子                     |
| 陈思诚 | 陈导   | 现场导播                     |
| 周韦彤 | 杨丹   | 著名歌星 林泰准新娘 案件死者 |

## 评价
从普通观众的角度出发，本片是部有诚意的法庭电影作品，导演、摄影和演员都很用心用力，多角度的叙事结构比较新颖令观众耳目一新，亲情伦理戏也做的比较煽情感人。不过从结构、逻辑和专业出发，本片有不少瑕疵：比如片中控辩双方在法庭上走来走去侃侃而谈的庭审戏更符合实行英美法系的法庭，不符合中国的实际庭审过程；余男饰演的律师的作为不符合一线大律师的表现；林泰被检察官童涛调查了10多年，林泰到底有无涉嫌经济犯罪片中根本没有明确，因此他“恶”的一面显得非常单薄，也就削弱了赎罪救女的主题；本片最严重的硬伤是逻辑上根本无法自圆其说，“例如林泰为什么要把伪造视频给律师，他如何算到女律师倒贴200多万，也要把这个视频给检察官？让人直接发给检察官，岂不是更便捷有效？童检又是如何鬼使神差到达伪造现场的？”
本片被搜狐评为2013下半年十大华语佳片第四名。

## 票房
首周三天票房共4300万元，是該週的票房季軍。次周收7840万元，位列票房榜亞軍。至10月13日，票房累計1.81億元人民币。

## 其他
关于片名为什么叫《全民目击》，导演对记者表示：“现在李天一的案件不就是全民目击吗？”记者表示但在写剧本的时候，并没有李天一案件？“但有其他富二代的案件啊，李刚事件，郭美美事件，都是我写作剧本的灵感来源。”“现在，一些‘富二代’的人生观很有问题，牛B就是他们的人生观。看来这个脉我是把对了，电影里，孙红雷的角色是燃烧自己（女儿的罪父亲顶）营救女儿，但现实里更夸张，有人是燃烧别人（让受害人成罪人）营救儿子。”
导演非行在第18届釜山国际电影节上表示《全民目击》“已获美国制片方橄榄枝进行翻拍”。

## 奖项及提名
| 獎項                         | 類別         | 名字               | 結果 |
| ---------------------------- | ------------ | ------------------ | ---- |
| 第五届英国万象国际华语电影节 | 最佳影片     | 《全民目击》       | 獲獎 |
| 第五届英国万象国际华语电影节 | 最佳男演员   | 郭富城             | 獲獎 |
| 第五届英国万象国际华语电影节 | 最佳原创歌曲 | 郭富城《我一直走》 | 獲獎 |
| 第五届英国万象国际华语电影节 | 最佳青年导演 | 非行               | 獲獎 |
| 2013伦敦国际华语电影节       | 最佳导演     | 非行               | 獲獎 |
| 2013伦敦国际华语电影节       | 最佳男主角   | 孙红雷             | 獲獎 |
| 2013伦敦国际华语电影节       | 最佳原创剧本 |                    | 獲獎 |
| 2013伦敦国际华语电影节       | 最佳音效     |                    | 獲獎 |
| 第32届大众电影百花奖         | 最佳女主角   | 余男               | 提名 |
| 第32届大众电影百花奖         | 最佳女配角   | 邓家佳             | 獲獎 |
| 第32届大众电影百花奖         | 最佳新人奖   | 丁子烁             | 提名 |
| 第30届中国电影金鸡奖         | 最佳女配角   | 邓家佳             | 獲獎 |